# Astragalus sulcatus
Astragalus sulcatus är en ärtväxtart som beskrevs av Carl von Linné. Astragalus sulcatus ingår i släktet vedlar, och familjen ärtväxter. Inga underarter finns listade i Catalogue of Life.